# 둥위안현

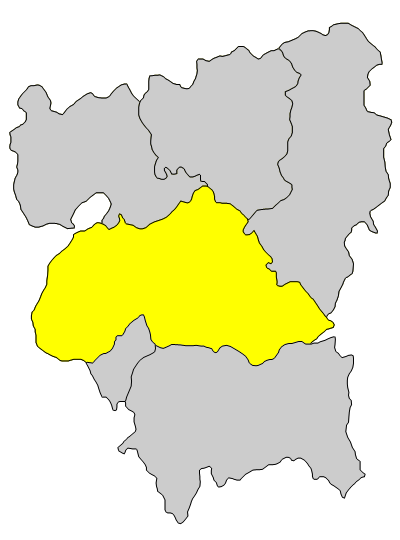
둥위안 현의 위치

둥위안현(한국어: 동원현, 중국어: 东源县, 병음: Dōngyuán Xiàn)은 중화인민공화국 광둥성 허위안 시의 현급 행정구역이다. 넓이는 4070km2이고, 인구는 2007년 기준으로 520,000명이다.

## 행정 구역
20개 진, 1개 민족향을 관할한다.
- 진: 仙塘镇 , 灯塔镇 , 骆湖镇 , 船塘镇 , 顺天镇 , 上莞镇 , 曾田镇 , 柳城镇 , 义合镇 , 蓝口镇 , 黄田镇 , 叶潭镇 , 黄村镇 , 康禾镇 , 锡场镇 , 新港镇 , 双江镇 , 涧头镇 , 半江镇 , 新回龙镇
- 민족향: 漳溪畲族乡